# Zum Hofe
Zum Hofe ist eine Ortschaft in Radevormwald im Oberbergischen Kreis im nordrhein-westfälischen Regierungsbezirk Köln in Deutschland.

## Lage und Beschreibung

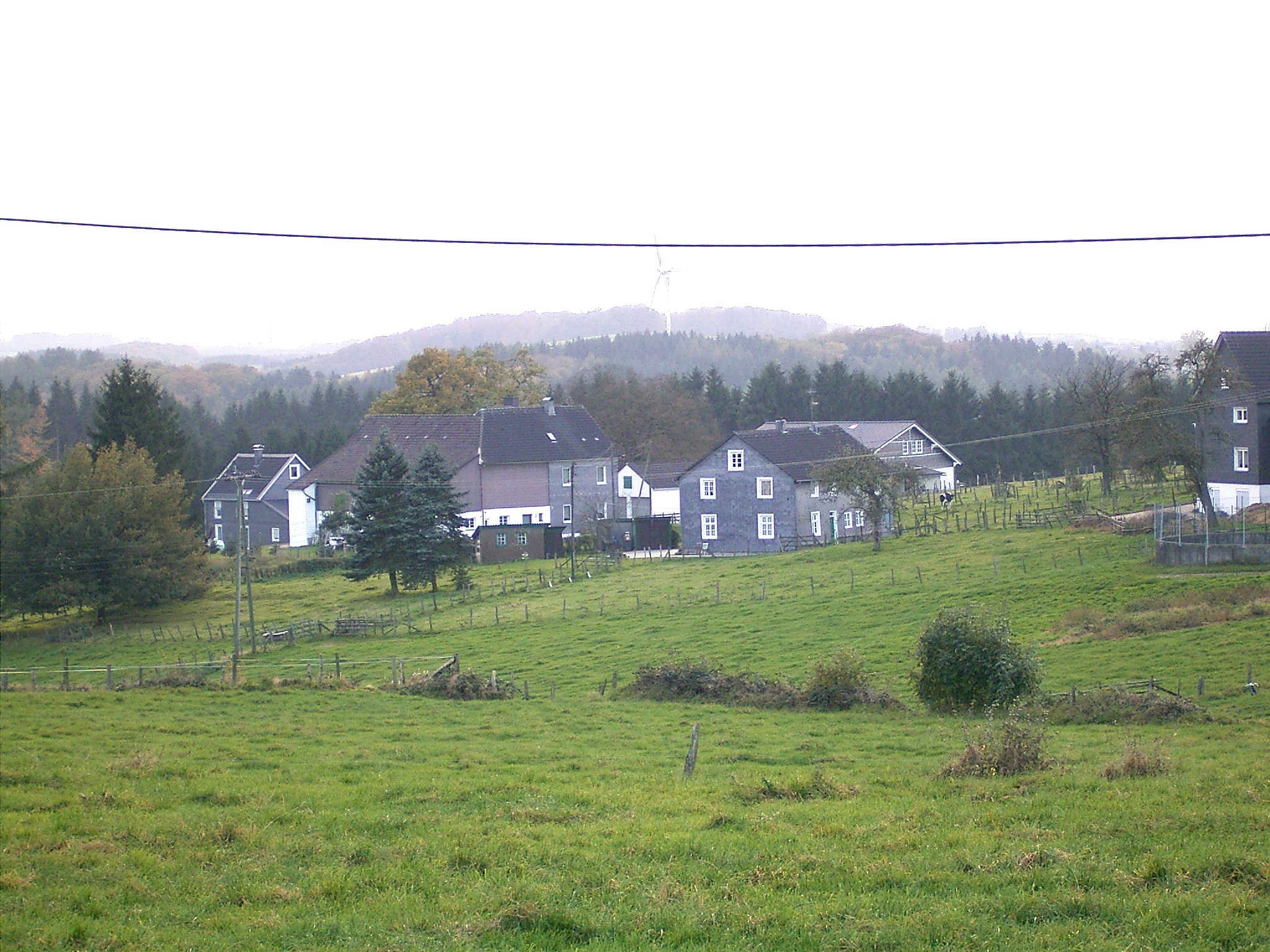
Teilansicht der Ortschaft Zum Hofe

Zum Hofe liegt im Norden von Radevormwald in der Nähe von Remlingrade. Weitere Nachbarorte sind Pastoratshof und Langenkamp.
Am Ort vorbei fließt der Remlingrader Bach, welcher bei Beyenburg in die Wupper mündet. 300 Meter westlich der Ortschaft entspringt der in den Remlingrader Bach mündende Brackener Bach.
Politisch im Stadtrat von Radevormwald vertreten wird der Ort durch den Direktkandidaten des Wahlbezirks 170.

## Geschichte
1487 wird der Ort erstmals genannt. „Peter vom Hoff ist aufgeführt in der Darlehensliste für Herzog Wilhelm III. v. Berg“. 1715 lautet die Ortsbezeichnung „z. Hoff“, 1825 „zum Hof“ und in der topografische Karte von 1892 bis 1894 ist daraus „Zum Hofe“ geworden.
1815/16 besaß der Ort 35 Einwohner. 1832 gehörte der Ort zum Kirchspiel Remlingrade des ländlichen Außenbezirks der Bürgermeisterei Radevormwald. Der laut der Statistik und Topographie des Regierungsbezirks Düsseldorf als Weiler kategorisierte Ort besaß zu dieser Zeit fünf Wohnhäuser und zwei landwirtschaftliche Gebäude. Zu dieser Zeit lebten 31 Einwohner im Ort, alle evangelischen Glaubens. 1888 sind in dem Gemeindelexikon der Rheinprovinz neun Wohnhäuser mit 59 Einwohnern verzeichnet.